# Gvärdis
Gvärdis är en sjö i Malå kommun i Lappland och ingår i Skellefteälvens huvudavrinningsområde. Sjön har en area på 0,304 kvadratkilometer och ligger 354,9 meter över havet. Sjön avvattnas av vattendraget Fårbäcken (Släppträskbäcken).

## Delavrinningsområde
Gvärdis ingår i det delavrinningsområde (722906-162871) som SMHI kallar för Inloppet i Släppträsket. Medelhöjden är 379 meter över havet och ytan är 25,76 kvadratkilometer. Det finns inga avrinningsområden uppströms utan avrinningsområdet är högsta punkten. Fårbäcken (Släppträskbäcken) som avvattnar avrinningsområdet har biflödesordning 3, vilket innebär att vattnet flödar genom totalt 3 vattendrag innan det når havet efter 166 kilometer. Avrinningsområdet består mestadels av skog (70 procent) och sankmarker (23 procent). Avrinningsområdet har 0,67 kvadratkilometer vattenytor vilket ger det en sjöprocent på 2,6 procent.